# Nukutepipi
Nukutepipi és un atol de les Tuamotu, a la Polinèsia Francesa, el més meridional del grup d'illes del Duc de Gloucester. És deshabitat i depèn d'Hereheretue, comuna associada a la comuna d'Hao. Està situat a 30 km al sud-est d'Anuanurunga i a 700 km al sud-est de Tahití.

## Geografia
És un atol petit situat en una zona remota i històricament deshabitat. Té una superfície total de 5,6 km² inclosos els illots emergits, els esculls i la llacuna de 2,2 km². L'atol té forma de mitja lluna, de 3,5 km de llarg i 2 km d'ample. Consta de dos illots, un de 2.745 m al nord, i l'altre de 673 m al nord-oest, separats per un canal de 150 m d'ample i 1 m de profunditat. La corona del sud són esculls submergits per on l'aigua de l'oceà entra a la llacuna quan hi ha temporal del sud o de l'est. La llacuna consisteix en una ampla plataforma de fins a 2 m de profunditat que ocupa la meitat de la superfície i rodeja una part més profunda de fins a 17 m. El fons és de sorra.

## Història
Va ser descobert per l'anglès Philip Carteret, el 12 de juliol de 1767, que el va anomenar Gloucester Island, nom que s'ha mantingut per tot el grup. El 1803, John Turnbull del Margaret el va anomenar Margaret's Island. El 1841 va ser explorat per Ringgold de l'expedició nord-americana de Charles Wilkes, i va anotar el nom polinesi.
Als anys 1910 l'atol es va concedir a la Société Commerciale de l'Océanie que el va replantar de cocoters. Després de la fallida de la societat va passar per diferents propietats privades.
El 1982, el comerciant de perles Jean-Pierre Fourcade hi ha construir un aeròdrom. L'any següent va partir dos huracans seguits, el febrer i l'abril, que van destruir la vegetació i totes les instal·lacions. El 1985 es va plantar de nou parcialment amb cocoters. Des del 1991 és propietat d'una companyia japonesa.